# Podișul Covurluiului
Pentru alte sensuri ale cuvântului, a se vedea Covurlui (dezambiguizare)

Podișul Covurluiului este un podiș ce ocupă cea mai mare parte a teritoriului județului Galați, alcătuit din pietrișuri și nisipuri cu intercalații de argile, caracterizat prin paralelismul dealurilor și văilor cu direcția nord-sud. Văile au fundul plat, destul de larg și mlăștinos. Se remarcă și văi cu versanți abrupți. 